# Antony Polonsky

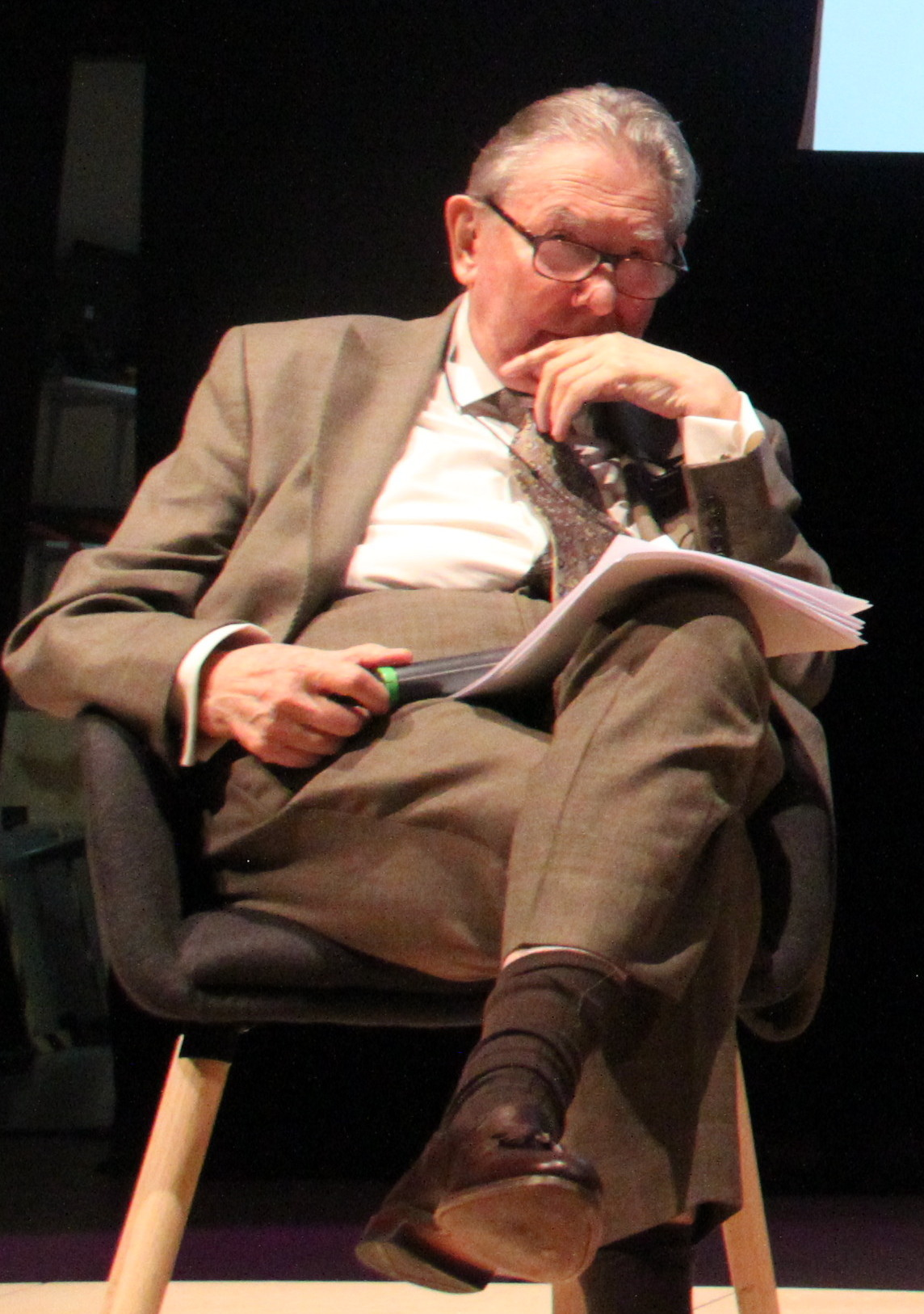
Antony Polonsky (2019)

Antony Barry Polonsky (Johannesburg, 23 settembre 1940) è uno storico sudafricano di origine ebraica.

## Biografia e attività
Polonsky ha paragonato la sua infanzia in Sudafrica al film The Help, come quella di ragazzo educato da domestici africani privi di diritti politici. Da studente all'Università del Witwatersrand, Polonsky organizzò manifestazioni non violente contro l'apartheid. Una Rhodes scolarship lo portò in Inghilterra quale lettore di storia moderna al Worcester College e al St Antony’s College. La sua tesi di dottorato a Oxford fu dedicata allo studio del rapporto di Józef Piłsudski con il parlamento polacco. Nel 1970 Polonsky divenne lettore di storia delle relazioni internazionali alla London School of Economics, dove ottenne la piena docenza nel 1989. Accusato di non aver utilizzato in modo appropriato i fondi destinati alla ricerca (dirottati all'Istituto di Studi ebraico-polacchi di Oxford), nel 1991 Polonsky decise di abbandonare la London School of Economics. Nel 1992 Polonsky si trasferì alla Brandeis University, dove nel 1999 fu nominato Albert Abramson Professor of Holocaust Studies sia all'università, sia allo United States Holocaust Memorial Museum. Polonsky è stato visiting professor all'Università di Varsavia, all'Istituto di Scienze umane di Vienna e all'Università di Città del Capo e all'Oxford Centre for Hebrew and Jewish Studies.
Polonsky ha esercitato un ruolo di primo piano nella creazione dell'Institute for Polish Jewish Studies di Oxford ed è stato per sei anni membro del Board of Deputies of British Jews, nonché membro del comitato del Memoriale Yad Vashem. Polonsky ha trascorso periodo di ricerca al Dipartimento di studi ebraici dell'University College London ed è membro dell'Harvard Ukrainian Research Institute. Nel 1999 Polonsky ha ricevuto dal presidente polacco Aleksander Kwaśniewski la Croce di Cavaliere dell'Ordine al Merito della Repubblica di Polonia. Nel 2006 ha ricevuto il Premio Rafael Scharf dalla Fondazione Judaica di Cracovia per i risultati eccezionali conseguiti nel preservare e nel diffondere il patrimonio dell’ebraismo polacco. Polonsky ha fondato e dirige Polin. A Journal of Polish-Jewish Studies, l'unica pubblicazione accademica dedicata interamente alla storia ebraico-polacca.
Nel 2011 Polonsky ha ricevuto il Premio Kulczycki dall'Association for Slavic, East European, and Eurasian Studies per i due volumi del suo saggio The Jews in Poland and Russia.

## La trilogia sugli ebrei in Polonia e in Russia
Nel primo volume del saggio The Jews in Poland and Russia, Polonsky descrive come la cultura dello shtetl sia sorta nella Confederazione polacco-lituana del XVI e XVII secolo durante il processo di colonizzazione polacca dell'Ucraina. Nelle città private, possedute dalla nobiltà polacca e fuori dalla giurisdizione reale, la comunità ebraica aiutò i latifondisti polacchi a rendere profittevoli i loro possedimenti. In tale contesto, l'autonomia comunale ebraica divenne parte integrante del sistema politico polacco. Gli ebrei nominavano i loro rabbini e le autorità comunali, riscuotevano le loro tasse per le loro comunità e per lo Stato.
Con le Spartizioni della Polonia, la maggior parte degli ebrei si trovò a vivere sotto il governo russo. In un sol colpo, uno Stato senza ebrei divenne il grande Stato ebraico del mondo. Polonsky sostiene che l’interferenza russa nella vita ebraica durante i regni di Caterina II e Nicola I fosse dovuta soprattutto alle politiche integrazioniste dei governanti russi piuttosto che all’antisemitismo. Le riforme di Alessandro II crearono circoli culturali integrati, specialmente a Odessa e a San Pietroburgo. Il venir meno delle politiche integrazioniste da parte dello zar nel periodo fra il 1881 e il 1914 determinò un aumento della povertà delle masse ebraiche. Ma questi anni di repressione coincisero con un periodo di enorme creatività e trasformazione della cultura religiosa.
Jeffrey Veidlinger, docente all’Università dell’Indiana, ha sostenuto che questo saggio di Polonsky abbia contribuito a correggere i ritratti nostalgici e romantici di ciò che a volte si riteneva una civiltà perduta, dimostrando contemporaneamente la vitalità e la diversità della vita ebraica nella regione.
Recensendo i primi due volumi di The Jews in Poland and Russia, il Jewish Chronicle ha scritto che Polonsky ha voluto evitare le tendenze passate o a ritenere l’esperienza ebraica orientale come arretrata (approccio del grande storico ebreo tedesco Henrich Graetz), e quindi destinata all’estinzione, o a considerare nostalgicamente il periodo post-Olocausto come un mondo perduto immutabile e armonioso. Il recensore ha concluso che Polonsky è riuscito nel suo intento, ma aggiunge anche che i libri hanno maggior successo quando tentano di sintetizzare le esperienze interspaziali e intertemporali, in particolare i micro-studi dei luoghi ebraici, della letteratura ebraica e delle donne.
Timothy Snyder, recensendo il terzo e ultimo volume di The Jews in Poland and Russia sul Wall Street Journal ha tessuto le lodi dell'intera trilogia, ma ha aggiunto che Polonsky avrebbe dovuto rafforzare il legame tra la Russia imperiale e il moderno antisemitismo tedesco. Snyder suggerisce che dopo la Rivoluzione russa, i comandanti dell'Armata Bianca si spinsero a Ovest, portando con loro una concezione della Rivoluzione d’ottobre profondamente antiebraica. Snyder afferma che l'idea “giudaico-bolscevica”, trasportata a Occidente dai russi e dai tedeschi del Baltico dopo la vittoria bolscevica nella guerra civile, divenne parte integrante della visione di Hitler. Nonostante questo, Snyder ritiene i tre volumi dell'opera di Polonsky come una grande storia in stile ottocentesco, un esito tanto più rimarchevole perché privo della fiducia nel progresso posseduta dagli storici di quell'epoca.

Polonsky ha affermato che uno dei problemi principali riguardanti gli storici dell’Olocausto è che tutti i paesi dell’Europa orientale erano soggetti a due occupazioni: quella nazista e quella comunista. I polacchi, i lituani, i lettoni e gli ucraini dovettero fronteggiare due nemici e con essi il dilemma di chi scegliere fra i due. In una conferenza all'United States Holocaust Museum, Polonsky ha detto esplicitamente: 
The Jews were in a different position. For the Jews, the Nazis were unequivocally enemies, whose goal was to destroy physically Jews in Eastern Europe. The Soviets were potential allies. So we're talking about a very complicated situation in which two totalitarian systems are in conflict, and in which a lot of innocent people on all sides are suffering. And what we need to do is to understand the complexity of these events and show some empathy for all those people—including Jews—caught up in this tragic conflict.
Nel terzo volume di The Jews in Poland and Russia, Polonsky critica la tipologia introdotta da Raul Hilberg nella sua analisi dell'Olocausto, volta a dividere fra carnefici, vittime e spettatori. Polonsky scrive che il termine spettatore assume connotati problematici, perché la tesi che gli spettatori avessero libertà di scelta, come nella parabola del buon samaritano, di aiutare gli ebrei o di andare per la loro strada, ignora la natura del governo nazista. Polonsky sostiene che la gente che viveva sotto il giogo nazista era trattata selvaggiamente; inoltre l'assistenza agli ebrei era punita severamente, spesso con la morte, mentre era premiata la partecipazione alle razzie o all'assassinio degli ebrei, specialmente per chi serviva nelle forze di polizia locali o in altre unità subordinate ai tedeschi.  Polonsky aggiunge, riferendosi a Daniel Goldhagen, che criticare la gente che viveva sotto l'occupazione tedesca in Europa orientale è spesso apertamente moralistico e accompagnato da speculazioni prive di fondamento su ciò che i cosiddetti spettatori avrebbero dovuto fare.

## Controversie accademiche
In qualità di storico dei rapporti ebraico-polacchi, Polonsky è stato una delle figure guida di uno dei due principali gruppi di studiosi di storia degli ebrei polacchi in lingua inglese. I due gruppi sono stati coinvolti in una serie di conflitti accademici sulla storiografia polacca del XX secolo, in particolare sull’occupazione tedesca del 1939-44 che costò la vita al 17.2% della popolazione polacca.

Nel 2001 Jan Tomasz Gross pubblicò uno studio sul pogrom di Jedwabne del luglio 1941, intitolato Neighbors: The Destruction of the Jewish Community in Jedwabne, Poland. Questo saggiò suscitò molte polemiche. Nel 2005 Marek Chodakiewicz pubblicò la monografia The Massacre in Jedwabne, July 10, 1941: Before, During, and After, che criticava il libro di Gross. Quando l'opera di Chodakiewicz ottenne una recensione favorevole da parte di Peter Stachura sulla rivista inglese History, Polonsky e Joanna Michlic scrissero una lettera, pubblicata dalla stessa rivista, dove lamentavano il fatto che sia il libro di Chodakiewicz, sia la recensione di Stachura perorassero una visione del passato polacco volta a ripresentare una visione insostenibile della Polonia moderna come unica vittima ed eroina. [...] Siamo assai rammaricati dal fatto che avete permesso alla vostra rivista di essere strumentalizzata per promuovere l'agenda neo-nazionalista. Stachura cercò di replicare alla lettera congiunta di Polonsky e Michlic, ma History si rifiutò di pubblicarne la risposta. In seguito, Richard Tyndorf, Juris doctor di Toronto (che aveva lavorato sia con Chokadiewicz, sia con Currell) inviò una lettera al direttore della rivista, osservando che la lettera di Polonsky era decisamente sproporzionata per dimensioni e distorceva seriamente la recensione per screditare il libro di Chokadiewicz: 
(Richard Tyndorf)
Allo stesso tempo, la lettera di Stachura, pubblicata sul sito web della rivista storica polacca Glaukopis, sosteneva che Polin avesse guadagnato un’invidiabile reputazione fra alcuni storici per aver pubblicato articoli, recensioni e altri contributi che sono costantemente critici di una parte della simbiosi ebraico-polacca. Polonsky, forse, è uno storico molto rancoroso.
Nel 2010 John Radzilowski, professore di storia all'Università di Juneau, pubblicò un articolo su Glaukopis, dove protestò contro ciò che definì la vergogna degli studi storici polacchi in America. Radzilowski accusò Polonsky di far parte di una cospirazione, insieme a Jan Tomasz Gross, Joanna Michlic, Piotr Wróbel e Danusha Goska, volta a ostracizzare Chodakiewicz e a tentare sistematicamente di distruggergli la carriera, negandogli la possibilità di pubblicare sul suo campo, mettendolo al bando da conferenze e di esprimere pubblicamente il suo impegno e infangando la sua reputazione. Radzilowski definì l'accademico come neo-stalinista e scrisse: Negli ultimi anni, molti ambiti della ricerca scientifica nelle scienze sociali e umane sono diventati campi di battaglia ideologici… Lo studio della storia polacca moderna nei paesi di lingua inglese non fa eccezione.
Nel 2004 e 2006 Danusha Goska (amico personale e familiare di Polonsky) e Piotr Wróbel hanno pubblicato due recensioni negative dei saggi di Chodakiewicz su The Sarmatian Review. La caratterizzazione utilizzata da Radzilowski per numerosi storici della Polonia come neo-stalinisti (fra cui Wróbel, Michlic, Padraic Kenney, Gunnar S. Paulsson e John Connelly) è riapparsa nella raccolta di saggi del 2012 Golden Harvest or Hearts of Gold?, coedita con Chodakiewicz. La caratterizzazione di questi storici è stata aspramente criticata da Goska nella sua recensione di quel libro per Polin.

## Principali pubblicazioni
- Politics in Independent Poland: The Crisis of Constitutional Government (Oxford: Clarendon Press 1972) ISBN 978-0-1982-7182-6.
- The Little Dictators: The History of Eastern Europe since 1918 (Londra: Routledge and Kegan Paul 1975) ISBN 978-0-7100-8095-0.
- The Great Powers and the Polish Question, 1941-1945 (Londra: London School of Economics 1976) ISBN 978-0-85328-046-0.
- The Beginnings of Communist Rule in Poland, December 1943-July 1945, insieme a Bolesaw Drukier (Londra: Routledge and Kegan Paul 1980) ISBN 978-0-7100-0540-3.
- A History of Poland, insieme a Oskar Halecki (Londra: Routledge 1983) ISBN 978-0-7100-8647-1.
- The History of Poland Since 1863, insieme a R.F. Leslie et al. (Cambridge: Cambridge University Press 1983) ISBN 978-0-521-27501-9.
- 'My Brother's Keeper?': Recent Polish Debates on the Holocaust, a cura di (Londra: Routledge 1990) ISBN 978-0-415-04232-1.
- Jews in Eastern Poland and the USSR, 1939-46, insieme a Norman Davies. (New York: St. Martin's Press 1991) ISBN 978-0-312-06200-2.
- Contemporary Jewish Writing in Poland: An Anthology, insieme a Monika Adamczyk-Garbowska (Lincoln: University of Nebraska Press 2001) ISBN 978-0-8032-3721-6.
- The Neighbors Respond: The Controversy over the Jedwabne Massacre in Poland, insieme a Joanna B. Michlic (Princeton: Princeton University Press 2004) ISBN 978-0-691-11306-7.
- The Jews in Poland and Russia, volume 1: 1350-1881 (Oxford: Littman Library of Jewish Civilization 2009) ISBN 978-1-874774-64-8.
- The Jews in Poland and Russia, volume 2: 1881-1914 (Oxford: Littman Library of Jewish Civilization 2009) ISBN 978-1-904113-83-6.
- The Jews in Poland and Russia, volume 3: 1914-2008 (Oxford: Littman Library of Jewish Civilization 2011)  ISBN 978-1-904113-48-5.

## Pubblicazioni in italiano
- Abraham Lewin, La carta nera, a cura di Antony Polonsky (Milano: Il saggiatore 1997)  ISBN 978-8-8428-0507-6.